# AIDAbella
AIDAbella — круизное судно класса «Sphinx» (проектное обозначение AIDA SPHINX III) находящееся в собственности компании Societa di Crociere Mercurio S.r.l. и эксплуатируемое оператором AIDA Cruises было построено в 2008 г. в Германии в Папенбурге на верфях Meyer Werft GmbH. Эксплуатируется в различных регионах мира, на 2011 запланированы круизы по Средиземному морю.
Судами-близнецами являются — AIDAdiva, AIDAluna, AIDAsol и AIDAblu.

## История судна
Судно было заложено под заводским номером 666 10 марта 2007 г. на Meyer Werft в Папенбурге, перегон судна по Эмсу из Папенбурга в Эмден состоялся 27 марта 2008 г. и 14 апреля 2008 г. судно было передано компании AIDA Cruises в Ростоке. Крёстной матерью стала немецкая топ-модель Ева Падберг.  Церемония крещения проходила 23 апреля 2008 г. в Варнове в Варнемюнде. 24 апреля AIDAbella совершила свой первый рейс из Варнемюнде, посетив в течение недели Берген, Осло, Гётеборг и Копенгаген с возвращением в Варнемюнде.

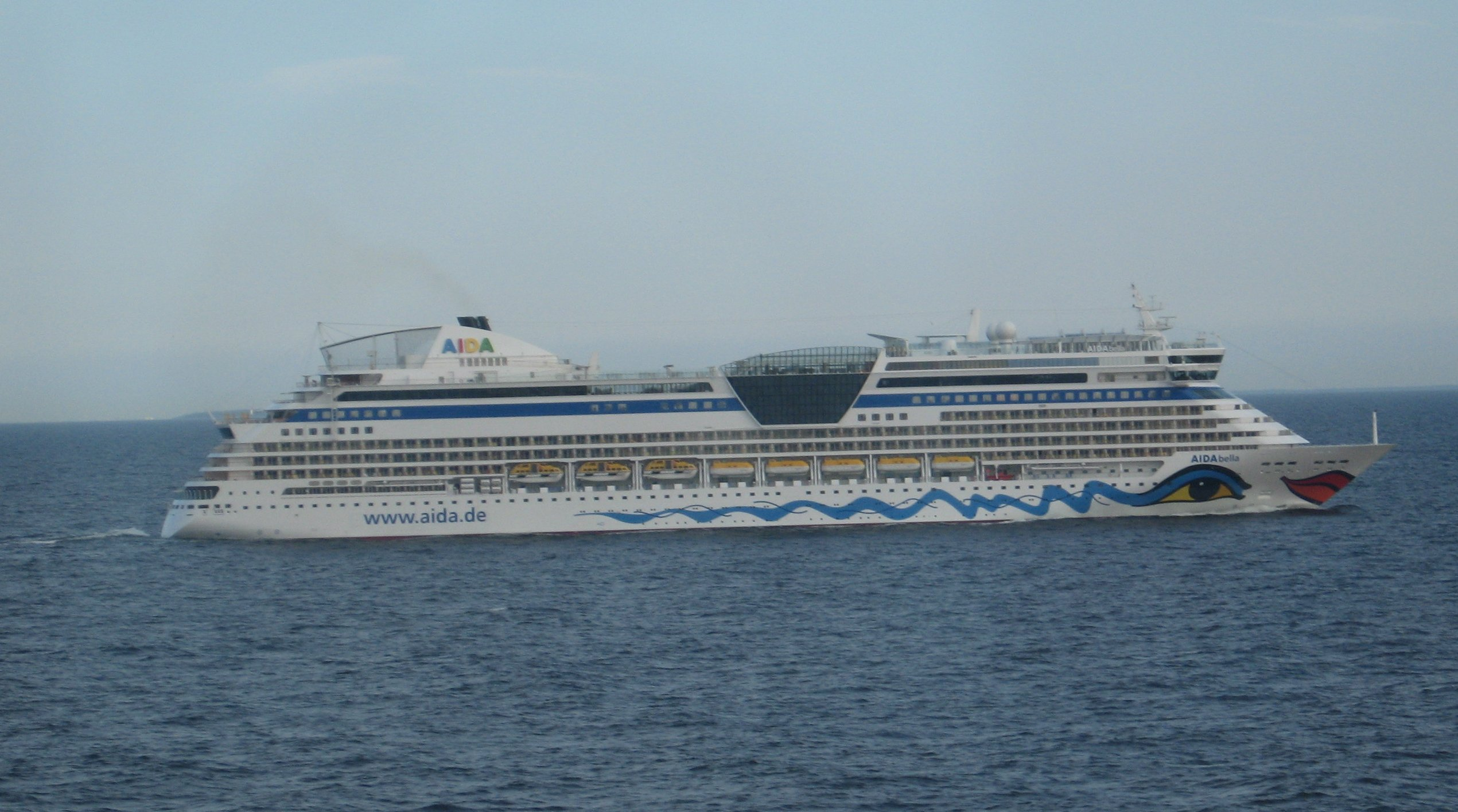
AIDAbella на Балтике

## Примечание
1. ↑  Fakta om fartyg (швед.). Архивировано из оригинала 1 августа 2012 года.
2. ↑  AIDAbella Christened in Germany. Дата обращения: 4 августа 2011. Архивировано 19 мая 2011 года.